# 薩拉任齊
49°30′28″N 29°23′26″E / 49.50778°N 29.39056°E
薩拉任齊（烏克蘭語：Саражинці），是烏克蘭的村落，位於該國西南部文尼察州，由文尼察區負責管轄，面積0.18平方公里，海拔高度215米，2001年人口362，人口密度每平方公里2,033.71人。